# Leapmotor C11
Leapmotor C11 ― середньорозмірний кросовер, що виробляється китайським автовиробником Leapmotor з 2021 року.
Він доступний з електричною силовою установкою, що збільшує запас ходу, а також як акумуляторний електромобіль.

## Огляд

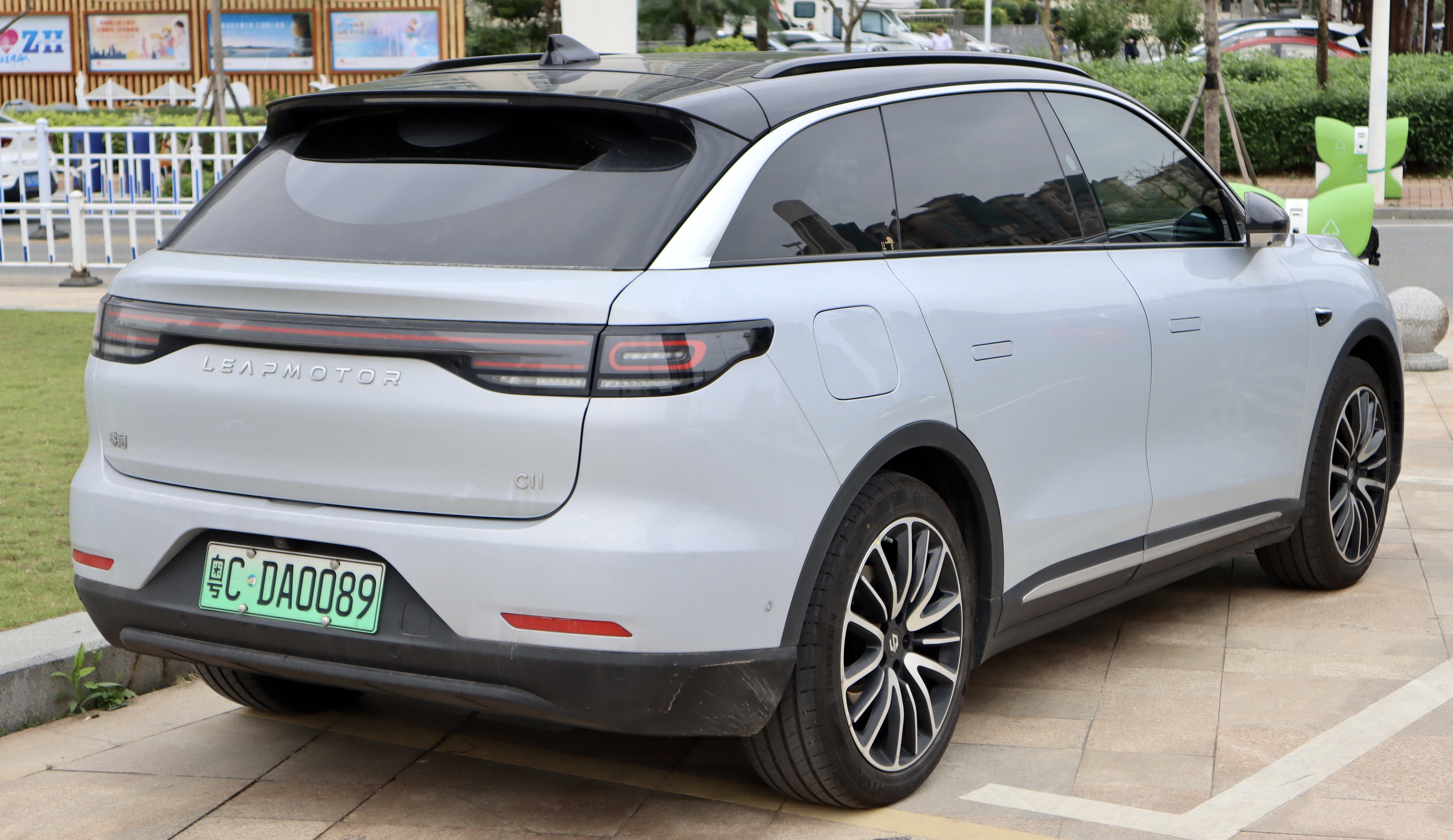

Leapmotor C11 був представлений на виставці Auto Guangzhou у грудні 2020 року. Це третій автомобіль Leapmotor, який надійшов у продаж на китайський ринок у 2021 році.
C11 використовує Qualcomm Snapdragon 8155 для роботи інформаційно-розважальних систем. Він також оснащений чіпсетом Lingxin 01, розробленим Leapmotor, який забезпечує автономне водіння та самостійне паркування рівня 3 і поєднує використання з чіпом Huawei Kirin A1. Обидва чіпи дозволяють використовувати інтелектуальну систему допомоги водієві ADAS. Додаткові функції C11 включають Bluetooth-з'єднання, розпізнавання облич, адаптивне персоналізоване регулювання, інтелектуальну систему очищення повітря, а також 12 камер для панорамного огляду у форматі 2.5D на 360 градусів.
Версія C11 EV з максимальним запасом ходу використовує батарею ємністю 90 кВт-год і має потужність 536 к.с. (400 кВт). Запас ходу за стандартом NEDC становить 550 кілометрів.

## Leapmotor C11 EREV
Електромобіль C11 з великим запасом ходу (EREV) був випущений у 2023 модельному році з електродвигуном з максимальною потужністю 200 кВт (268 к.с.). Leapmotor C11 EREV оснащений літій-іонною акумуляторною батареєю NMC ємністю 43,74 кВт-год від компанії CALB, що забезпечує запас ходу CLTC 170 км на чистому заряді батареї. Він має дещо довші і вищі розміри - 4 780 мм в довжину і 1 675 мм у висоту.

## Концепт

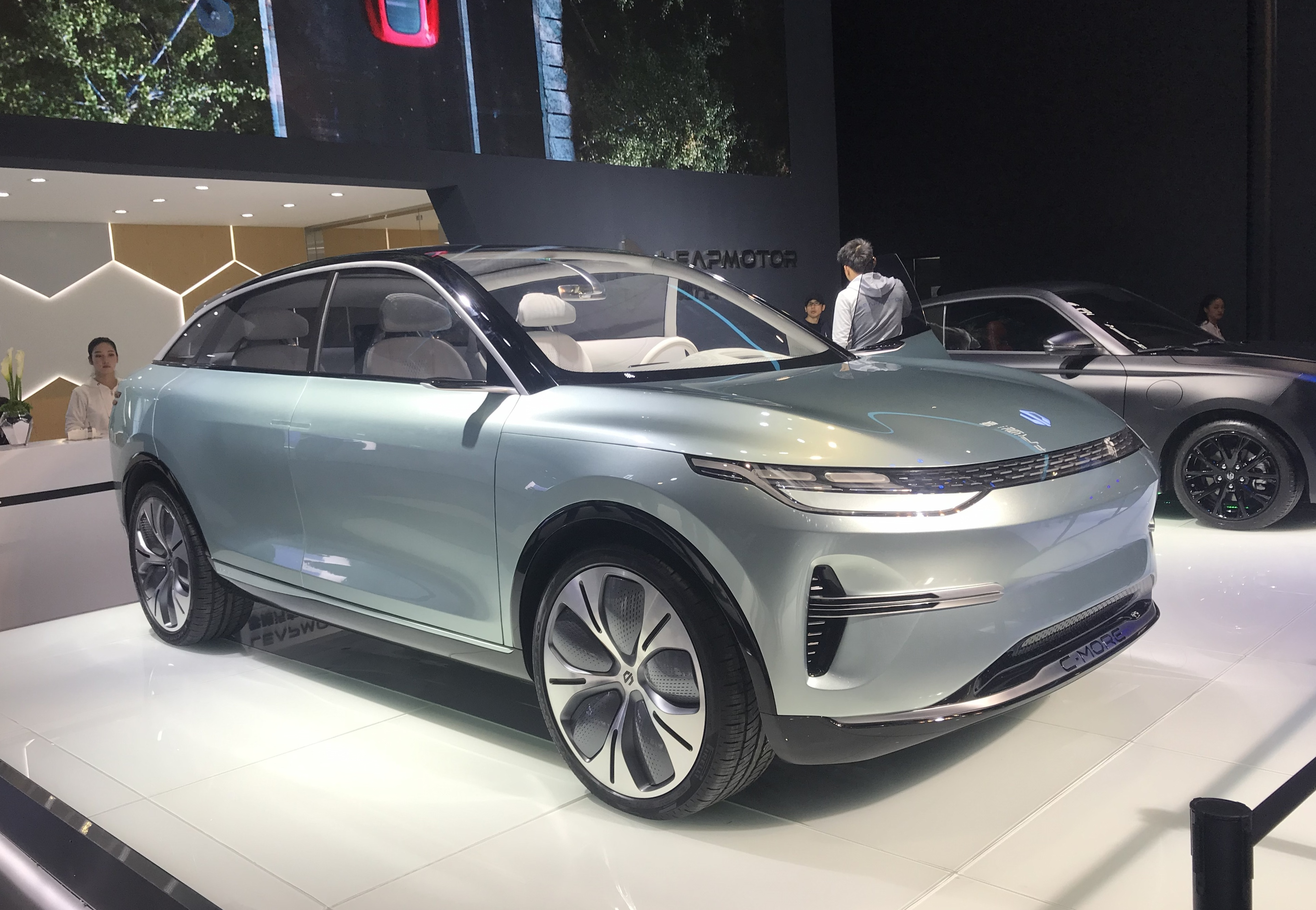
Leapmotor C-More

Leapmotor C-More - це концепт електричного середньорозмірного позашляховика, представлений на Шанхайському автосалоні 2019 року, який передував серійній моделі C11, що зберегла багато дизайнерських відтінків концепту. 
На відміну від C11, C-More має двері, що відкриваються проти ходу авто. У Leapmotor пояснили, що назва «C-More» означає «побачити більше». 
В інтер'єрі встановлено 8-дюймовий HUD і 15-дюймовий мультимедійний дисплей.